# Équipe des Pays-Bas féminine de water-polo
L'équipe nationale féminine néerlandaise de water polo est la sélection nationale représentant les Pays-Bas dans les compétitions internationales de water polo réservées aux femmes. C'est à la Fédération nationale, la Koninklijke Nederlandse Zwembond, que revient la gestion de cette équipe. Championne du monde en titre, l'équipe nationale des Pays-Bas est l'une des sélections les plus récompensées dans les compétitions internationales (Championnats du monde, Ligue mondiale, Coupe du monde et Championnats d'Europe).

## Palmarès international
- 1 titre olympique
- 1 titre de champion du monde
- 8 coupes du monde
- 6 titres de champion d'Europe

## Performances dans les compétitions internationales

### Jeux olympiques
- 2000 : 4e place
- 2004 : n'a pas participé
- 2008 :  Médaille d'or
- 2012 :  n'a pas participé
- 2016 :  n'a pas participé
- 2020 : 6e place
- 2024 :  Médaille de bronze

### Championnats du monde
| - 1986 : Médaille d'argent - 1991 : Médaille d'or - 1994 : Médaille d'argent - 1998 : Médaille d'argent - 2001 : 9e place - 2003 : 6e place | - 2005 : 10e place - 2007 : 9e place - 2011 : 7e place - 2013 : 7e place - 2015 : Médaille d'argent - 2017 : 9e place | - 2019 : 7e place - 2022 : Médaille de bronze - 2023 : Médaille d'or - 2024 : |

### Ligue mondiale
| - 2004 : n'a pas participé - 2005 : 7e place - 2006 : 5e place - 2007 : n'a pas participé - 2008 : n'a pas participé - 2009 : n'a pas participé | - 2010 : 7e place - 2011 : n'a pas participé - 2012 : n'a pas participé - 2013 : n'a pas participé - 2014 : n'a pas participé - 2015 : Médaille de bronze | - 2016 : n'a pas participé - 2017 : 5e place - 2018 : Médaille d'argent - 2019 : 4e place - 2021 : n'a pas participé - 2022 : 4e place |

### Coupe du monde
| - 1979 : Médaille d'argent - 1980 : Médaille d'or - 1981 : Médaille d'argent - 1983 : Médaille d'or - 1984 : Médaille de bronze - 1988 : Médaille d'or | - 1989 : Médaille d'or - 1991 : Médaille d'or - 1993 : Médaille d'or - 1995 : Médaille d'argent - 1997 : Médaille d'or - 1999 : Médaille d'or | - 2002 : n'a pas participé - 2006 : n'a pas participé - 2010 : n'a pas participé - 2014 : n'a pas participé - 2018 : n'a pas participé - 2023 : Médaille d'argent |

### Championnats d'Europe
| - 1985 : Médaille d'or - 1987 : Médaille d'or - 1989 : Médaille d'or - 1991 : Médaille d'argent - 1993 : Médaille d'or - 1995 : Médaille de bronze - 1997 : Médaille de bronze | - 1999 : Médaille d'argent - 2001 : 5e place - 2003 : 4e place - 2006 : 5e place - 2008 : 5e place - 2010 : Médaille de bronze - 2012 : 6e place | - 2014 : Médaille d'argent - 2016 : Médaille d'argent - 2018 : Médaille d'or - 2020 : 4e place - 2022 : 4e place - 2024 : Médaille d'or - 2026 : |